# Gora Vystup
Gora Vystup är ett berg i Antarktis. Det ligger i Östantarktis. Australien gör anspråk på området. Toppen på Gora Vystup är 1 578 meter över havet.
Terrängen runt Gora Vystup är huvudsakligen en högslätt. Trakten är obefolkad. Det finns inga samhällen i närheten.